# کتابخانه دانشگاه گلاسگو
کتابخانه دانشگاه گلاسگو (انگلیسی: Glasgow University Library) در اسکاتلند یکی از قدیمی‌ترین و بزرگ‌ترین کتابخانه‌های دانشگاهی در اروپا است. در آغاز قرن بیست و یکم، تنها در ساختمان اصلی کتابخانه، ۱٬۳۴۷٬۰۰۰ کتاب چاپی فهرست بندی شده و ۵۳٬۳۰۰ ژورنال دانشگاهی نگهداری می‌شد. در مجموع، مجموعه کتابخانه دانشگاه که شعبه‌های آن را هم دربر می‌گیرد، در حال حاضر حدود ۲٫۵ میلیون کتاب و ژورنال دانشگاهی را نگهداری می‌کند به همراه اینکه تعداد ۱٬۸۵۳٬۰۰۰ کتاب الکترونیک و بیش از ۵۰٬۰۰۰ ژورنال دانشگاهی الکترونیک را در دسترس افراد قرار می‌دهد. این دانشگاه همچنین در ساختمان جداگانه‌ای، از تعداد زیادی اقلام آرشیوی نگهداری می‌کند.